# Trichosporiella ornithopoda
Trichosporiella ornithopoda är en svampart som beskrevs av Oorschot & de Hoog 1981. Trichosporiella ornithopoda ingår i släktet Trichosporiella, ordningen disksvampar, klassen Leotiomycetes, divisionen sporsäcksvampar och riket svampar.   Inga underarter finns listade i Catalogue of Life.